# أليسون كوكبورن
أليسون كوكبورن (بالإنجليزية: Alison Cockburn) (و. 1712 – 1794 م) هي شاعرة، ونجمة اجتماعية، وكاتِبة من ، توفيت في إدنبرة، عن عمر يناهز 82 عاماً.